# Équipe d'Afrique du Sud féminine de squash
L'équipe d'Afrique du Sud féminine de squash représente l'Afrique du Sud dans les compétitions internationales de squash et dirigée par Squash South Africa.
Depuis 1992, le meilleur résultat de l'Afrique du Sud aux championnats du monde par équipes est une 3e place en 1994 et 1996.

## Équipe actuelle
- Hayley Ward
- Teagan Leigh Roux
- Alexa Pienaar
- Helena Coetzee

## Palmarès championnats du monde par équipes
| Année                    | Résultat             | Classement           | G                    | PL                   |
| ------------------------ | -------------------- | -------------------- | -------------------- | -------------------- |
| Birmingham 1979          | Pas de participation | Pas de participation | Pas de participation | Pas de participation |
| Toronto 1981             | Pas de participation | Pas de participation | Pas de participation | Pas de participation |
| Perth 1983               | Pas de participation | Pas de participation | Pas de participation | Pas de participation |
| Dublin 1985              | Pas de participation | Pas de participation | Pas de participation | Pas de participation |
| Auckland 1987            | Pas de participation | Pas de participation | Pas de participation | Pas de participation |
| Warmond 1989             | Pas de participation | Pas de participation | Pas de participation | Pas de participation |
| Sydney 1990              | Pas de participation | Pas de participation | Pas de participation | Pas de participation |
| Vancouver 1992           | Quart de finale      | 5e                   | 6                    | 1                    |
| Guernesey 1994           | Demi-finale          | 3e                   | 3                    | 2                    |
| Petaling Jaya 1996       | Demi-finale          | 3e                   | 4                    | 6                    |
| Stuttgart 1998           | Demi-finale          | 4e                   | 3                    | 3                    |
| Sheffield 2000           | Quart de finale      | 5e                   | 6                    | 1                    |
| Odense 2002              | Quart de finale      | 8e                   | 3                    | 4                    |
| Amsterdam 2004           | Phase de poule       | 10e                  | 3                    | 3                    |
| Edmonton 2006            | Quart de finale      | 6e                   | 3                    | 3                    |
| Le Caire 2008            | Phase de poule       | 10e                  | 3                    | 3                    |
| Palmerston North 2010    | Phase de poule       | 10e                  | 3                    | 3                    |
| Nîmes 2012               | 1/16e de finale      | 6e                   | 4                    | 3                    |
| Niagara-on-the-Lake 2014 | Phase de poule       | 12e                  | 3                    | 4                    |
| Issy-les-Moulineaux 2016 | Pas de participation | Pas de participation | Pas de participation | Pas de participation |
| Dalian 2018              | Poules               | 10e                  | 3                    | 3                    |
| Total                    | 13/21                | 0 titre              | 47                   | 39                   |

,